# Mann Rubin
Mann Rubin (* 11. Dezember 1927 in New York City; † 12. Oktober 2013 in Los Angeles) war ein US-amerikanischer Drehbuchautor für Film und Fernsehen. Bekannt wurde er vor allem durch seine Arbeiten für Kinofilme wie Alle meine Träume, Das teuflische Spiel, Mord aus zweiter Hand oder Die erste Todsünde.

## Leben und Karriere
Mann Rubin, geboren 1927 in Brooklyn, diente von 1945 bis 1947 in der Armee der Vereinigten Staaten. 1952 schloss er sein Studium des Bachelor of Arts an der New York University ab. 1948 hatte er erste Erfahrungen als Drehbuchautor gesammelt. Neben seinem Studium arbeitete er zuerst noch als Autor für DC Comics, bevor er 1952 dann als freier Autor für Film und Fernsehen arbeitete. Zwischen den Jahren 1952 bis 1990 entstanden zahlreiche Drehbücher für Episoden namhafter US-amerikanischer Fernsehserien, bevorzugt Krimi-, Dramen-, Abenteuer- oder Spionagegenre, unter anderem für: Tales of Tomorrow (1952–1953), Justice (1954–1955), Climax! (1957), Checkmate (1961–1962), Perry Mason (1964–1965), Auf der Flucht (1966), Iron Horse (1967), FBI (1967), Kobra, übernehmen Sie (1967–1971), Mannix (1971–1973), Der Chef (1973–1975), Der sechs Millionen Dollar Mann (1974), Abenteuer der Landstraße (1974), Harry O (1975), Starsky und Hutch (1975), Cannon (1976), Baretta (1976), Petrocelli (1976), Barnaby Jones (1976–1978), Quincy (1977–1978), Detektiv Rockford – Anruf genügt (1979), Der Denver-Clan (1981), Unter der Sonne Kaliforniens (1982–1983), Hotel (1984), Polizeibericht (1990).
Mann Rubin verfasste seit 1959 auch verschiedene Drehbücher für Kinofilme, unter anderem für Alle meine Träume, Tanz auf dem Drahtseil, Das teuflische Spiel, Mord aus zweiter Hand, Die erste Todsünde oder Marine Fighter für Regisseur Ted Post.
Neben seiner Arbeit für Film und Fernsehen unterrichtete Rubin auch über eine Dekade lang Drehbuchschreiben in der Kino- und Fernsehabteilung an der Universität von Südkalifornien.
Mann Rubin verstarb nach langer Krankheit am 12. Oktober 2013 im Alter von 85 Jahren in West Hills, einem Stadtteil von Los Angeles.

## Filmografie (Auswahl)

### Kino
- 1959: Alle meine Träume (The Best of Everything)
- 1965: Tanz auf dem Drahtseil (Walk a Tightrope)
- 1965: Das teuflische Spiel (Brainstorm)
- 1966: Mord aus zweiter Hand (An American Dream)
- 1971: The Todd Killings
- 1980: Die erste Todsünde (The First Deadly Sin)
- 1991: Marine Fighter (The Human Shield)

### Fernsehen
- 1948: Studio One (Fernsehserie, 1 Episode)
- 1952–1953: Tales of Tomorrow (Fernsehserie, 14 Episoden)
- 1954: Man Against Crime (Fernsehserie, 1 Episode)
- 1954: The Philco Television Playhouse (Fernsehserie, 2 Episoden)
- 1954–1955: Justice (Fernsehserie, 4 Episoden)
- 1954–1955: Goodyear Television Playhouse (Fernsehserie, 2 Episoden)
- 1955: Armstrong Circle Theatre (Fernsehserie, 1 Episode)
- 1955: Appointment with Adventure (Fernsehserie, 1 Episode)
- 1956: Playwrights '56 (Fernsehserie, 1 Episode)
- 1957: Climax! (Fernsehserie, 2 Episoden)
- 1960: The Chevy Mystery Show (Fernsehserie, 1 Episode)
- 1961: Sunday Showcase (Fernsehserie, 1 Episode)
- 1961–1962: Checkmate (Fernsehserie, 2 Episoden)
- 1962: Sprung aus den Wolken (Fernsehserie, 1 Episode)
- 1962: Mañana puede ser verdad (Fernsehserie, 1 Episode)
- 1962: Preston & Preston (Fernsehserie, 1 Episode)
- 1963: Alfred Hitchcock zeigt (Fernsehserie, 1 Episode)
- 1964: Arrest and Trial (Fernsehserie, 1 Episode)
- 1964–1965: Perry Mason (Fernsehserie, 2 Episoden)
- 1966: Auf der Flucht (Fernsehserie, 1 Episode)
- 1966: Gefährlicher Alltag (Fernsehserie, 1 Episode)
- 1967: Der Todesschuß (Warning Shot) (Fernsehfilm)
- 1967: Iron Horse (Fernsehserie, 1 Episode)
- 1967: FBI (Fernsehserie, 1 Episode)
- 1967–1971: Kobra, übernehmen Sie (Fernsehserie, 3 Episoden)
- 1968: Wettlauf mit dem Tod (Fernsehserie, 1 Episode)
- 1968: Planet der Giganten (Fernsehserie, 1 Episode)
- 1971: Twen-Police (Fernsehserie, 3 Episoden)
- 1971: Das zweite Gesicht (See the Man Run) (Fernsehfilm)
- 1971–1973: Mannix (Fernsehserie, 3 Episoden)
- 1972: Los Angeles 1937 (Fernsehserie, 1 Episode)
- 1973: Ghost Story (Fernsehserie, 1 Episode)
- 1973–1975: Der Chef (Fernsehserie, 2 Episoden)
- 1974: Der Sechs-Millionen-Dollar-Mann (Fernsehserie, 1 Episode)
- 1974: Hec Ramsey (Fernsehserie, 1 Episode)
- 1974: Murder in the First Person Singular (Fernsehfilm)
- 1974: Abenteuer der Landstraße (Fernsehserie, 1 Episode)
- 1974–1975: The Rookies (Fernsehserie, 2 Episoden)
- 1975: Harry O (Fernsehserie, 1 Episode)
- 1975: Matt Helm (Fernsehserie, 1 Episode)
- 1975: Starsky und Hutch (Fernsehserie, 1 Episode)
- 1976: Cannon (Fernsehserie, 1 Episode)
- 1976: Baretta (Fernsehserie, 1 Episode)
- 1976: Petrocelli (Fernsehserie, 1 Episode)
- 1976: Die Sieben-Millionen-Dollar-Frau (Fernsehserie, 1 Episode)
- 1976–1978: Barnaby Jones (Fernsehserie, 6 Episoden)
- 1977: Future Cop (Fernsehserie, 2 Episoden)
- 1977: The Feather and Father Gang (Fernsehserie, 1 Episode)
- 1977–1978: Quincy (Fernsehserie, 2 Episoden)
- 1978: Abenteuer in Atlantis (The Return of Captain Nemo oder The Amazing Captain Nemo) (Fernsehfilm)
- 1978: Lucan (Fernsehserie, 1 Episode)
- 1978: Project U.F.O. (Fernsehserie, 1 Episode)
- 1979: Detektiv Rockford – Anruf genügt (Fernsehserie, 1 Episode)
- 1979: $weepstake$ (Fernsehserie, 1 Episode)
- 1981: Der Denver-Clan (Fernsehserie, 1 Episode)
- 1982–1983: Unter der Sonne Kaliforniens (Fernsehserie, 2 Episoden)
- 1984: Hotel (Fernsehserie, 2 Episoden)
- 1985: The Paper Chase (Fernsehserie, 1 Episode)
- 1990: Polizeibericht (Fernsehserie, 1 Episode)